# Ebomegobius goodi
Ebomegobius goodi és una espècie de peix de la família dels gòbids i de l'ordre dels perciformes.

## Morfologia
- Els mascles poden assolir 3,5 cm de longitud total.[1][2]

## Hàbitat
És un peix de clima tropical i demersal.

## Distribució geogràfica
Es troba a Àfrica: el Camerun.

## Observacions
És inofensiu per als humans.